# Обыкновенный шпорцевый гусь
Обыкновенный шпорцевый гусь (лат. Plectropterus gambensis) — крупная птица семейства утиных, близкая к гусям и земляным уткам (Tadorninae), однако отличающаяся от них по ряду анатомических особенностей, и по этой причине выделенная в отдельное монотипическое подсемейство Plectropterinae. Обитает в Африке к югу от Сахары, где селится по берегам рек и озёр.

## Описание
Это самый крупный представитель уток и гусей на африканском континенте; размером с серого гуся, длина его тела может достигать 75-100 см, а вес до 5,9 кг. Как правило, самцы значительно крупнее самок. Своим красочным оперением и наростом на верхней стороне клюва шпорцевый гусь несколько напоминает обитающих в Южной Америке паламедей (последних в русском языке также иногда называют шпорцевыми гусями).
Оперение верхней части головы и шеи бурое, на щеках белое. Перед глазами и по бокам шеи имеются неоперённые участки кожи, причём в первом случае они серого, голубоватого или красного оттенка, а во втором случае красноватого. Горло белое. Клюв длинный, сжатый в горизонтальной плоскости, ярко-розового цвета. Позади клюва имеется пятно розового цвета, более выраженное у самцов. Самцы также выделяются хорошо заметным наростом в основании надклювья. Радужная оболочка глаз каряя. Верхняя часть туловища и хвост чёрные с медно-зелёным отливом, нижняя (включая грудь, брюхо, нижнюю часть боков и подхвостье) белая. У номинативного подвида P. g. gambensis брюхо и бока полностью белые, тогда как у обитающего к югу от реки Замбези подвида P. g. niger белое только небольшая часть брюха. Крылья длинные, заострённые, большей частью чёрные. В районе кистевого сгиба крыльев имеются белые пятна, а также длинные шпоры (отсюда название). Шпоры содержат яд, получаемый со съеденными птицей жуками-нарывниками. В отличие от всех остальных птиц со шпорами на крыльях, у шпорцевого гуся шпора растёт на ладьевидно-полулунной кости, а не пряжке. Ноги высокие, с длинными пальцами и хорошо развитыми плавательными перепонками, розового цвета. Молодые птицы внешне от родителей не отличаются.
Как правило, молчалив, однако во время полёта может издавать слабый свист. По земле бегает легко и быстро, движением напоминая цапель. В период размножения держится парами, очень территориален и агрессивен по отношению к другим птицам. В остальное время года сбивается в стаи до 50 особей. В период сезонной линьки стаи могут увеличиваться. Гибридизация с другими видами утиных встречается редко.

## Распространение
Распространён в тропической Африке к югу от Сахары. Номинативный подвид Plectropterus gambensis gambensis обитает в промежутке между Гамбией на востоке и Эфиопией на западе, к северу от реки Замбези. Подвид Plectropterus gambensis niger населяет южную часть Африки — Намибию, Зимбабве и ЮАР. Известен залёт этого вида в Великобританию в 1827 году. Ведёт оседлый образ жизни либо в случае засухи кочует в поисках воды.
Селится близ разнообразных пресноводных водоёмов; засушливые регионы избегает. Встречается в степи или на полях, засеянных зерновыми культурами.

## Размножение

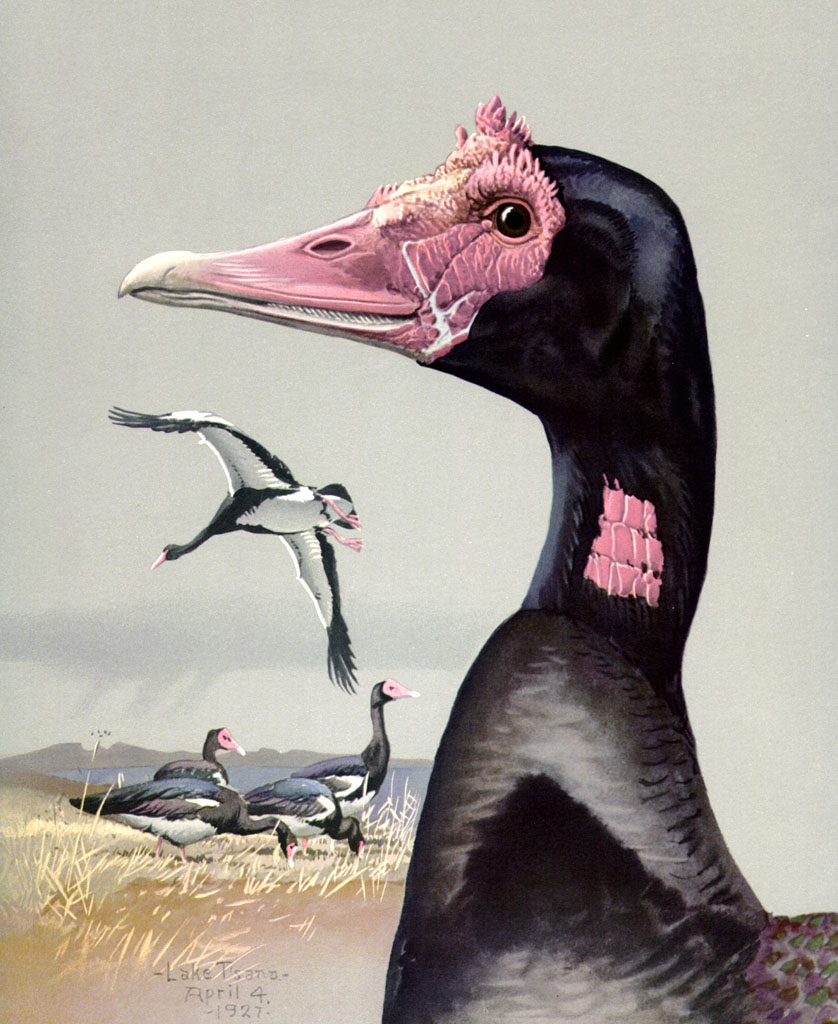
Рисунок головы и шеи шпорцевого гуся

Период размножения связан с началом дождливого сезона: на юге ареала это обычно проходит в сентябре-январе, на севере в январе-марте. Пары образуются только на один сезон и обычно распадаются сразу после вылупления птенцов; самцы в кормлении и воспитании потомства участия не принимают. Гнездо строит самка; оно представляет собой чашевидное образование из веточек, стеблей тростника и листьев. Дно гнезда обильно выстилается пухом, который самка выщипывает из своего брюха. Гнездо устраивается на земле в небольшой ямке на берегу водоёма в зарослях густой травы; реже на дереве на высоте до 16 м. Иногда гуси занимают норы трубкозуба либо старые гнёзда других птиц, как например молотоглава (Scopus umbretta) или обыкновенного общественного ткача (Philetairus socius). Кладка состоит из 6—14 яиц цвета слоновой кости без крапления, насиживает только самка. Размер яиц 73—56 мм, вес около 140 г. Покидая гнездо на кормление, самка прикрывает яйца пухом. Период инкубации составляет 30—32 дня, птенцы появляются синхронно. Вылупившиеся птенцы покрыты густым пухом и покидают гнездо, следуя за самкой, едва обсохнув. На крыло становятся не ранее чем через 100 дней.

## Питание
Питается вегетативными частями водных и прибрежных растений, таких как рдеста гребенчатого (Potamogeton pectinatus), рдеста курчавого (Potamogeton crispus), рогоза широколистного (Typha latifolia), тростника обыкновенного (Phragmites australis), частухи подорожниковой (Alisma plantago), свинороя пальчатого (Cynodon dactylon), каракана индийского (Eleusine indica) и некоторых других. Кормится на полях, засеянных культурными растениями: пшеницей, кукурузой, овсом, люцерной, ячменём, картофелем, подсолнечником и рисом. Ловит насекомых — жуков, термитов, гусениц бабочек. Молодые птицы также питаются мелкой рыбёшкой.